# JR貨物UT6A形コンテナ

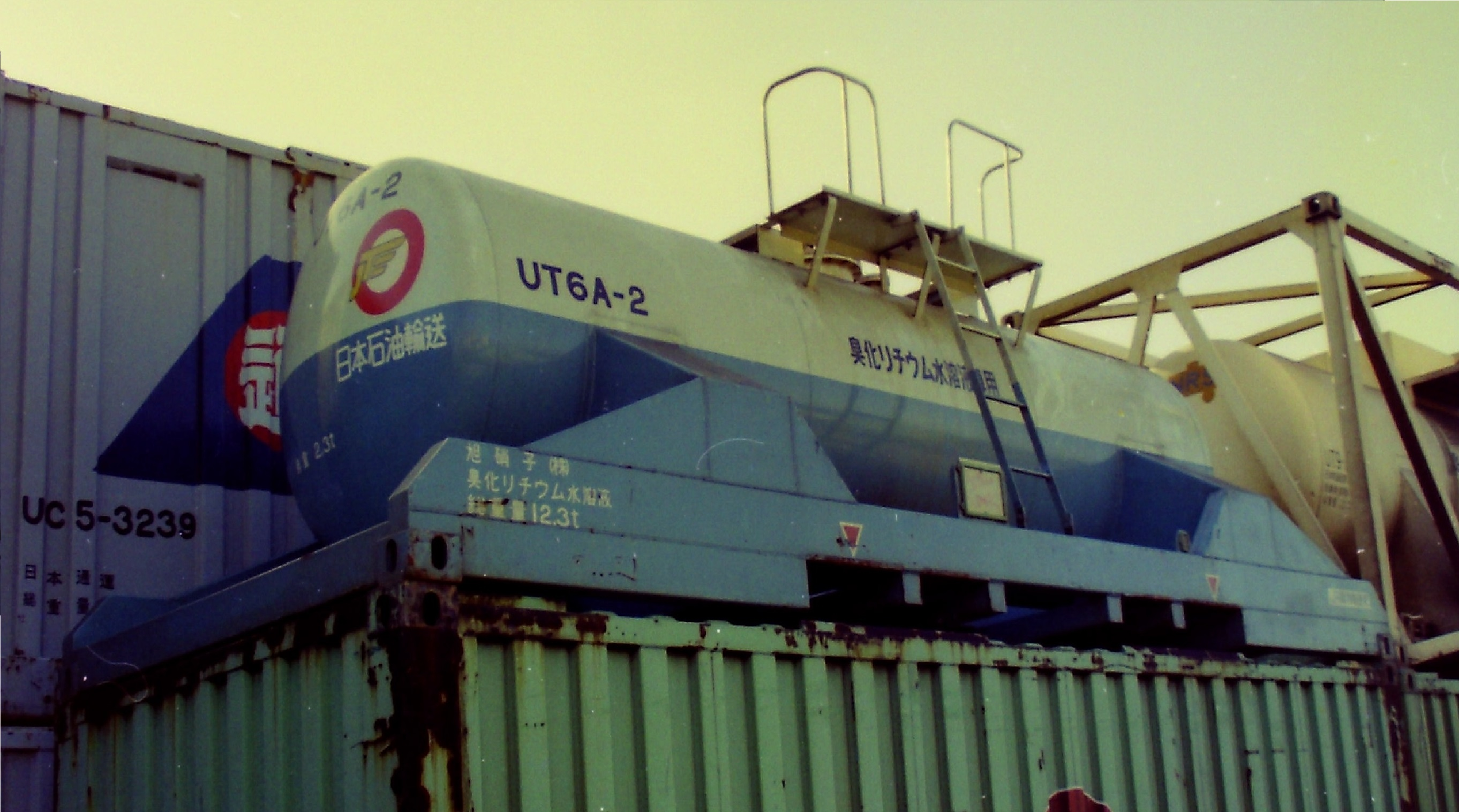
旭硝子借受、日本石油輸送所有。
大阪(タ)にて、1994年10月10日撮影。

UT6A形コンテナ（UT6Aがたコンテナ）は、初回の四個登録が20 ft級で登録された。その後は、二十数年間の未登録期間の経過後に、五個目の続番が12 ft級で登録された日本貨物鉄道（JR貨物）輸送用として、籍を編入していた6m3 私有コンテナ（タンクコンテナ）である。

## 概要
本形式の数字部位 「 6 」は、コンテナの容積を元に決定される。このコンテナ容積6㎥の算出は、厳密には端数を四捨五入計算の為に、内容積5.5 - 6.4 ㎥の間に属するコンテナが対象となる。また形式末尾のアルファベット一桁部位 「 A 」は、コンテナの使用用途（主たる目的）が 「 普通品（非危険品の輸送）」を表す記号として付与されている。

## 特記事項
この形式のタンクコンテナは当初、20 ftコンテナで登録されていたが、いわゆる『廃コン』となり一旦使用者がいなくなった。その後に新規に12 ftタンクが作成されたために、本来からのお約束ルール（12 ft又は、20 ftの順位を問わず、先に登録された形式を一桁とし《この場合は先出しで20 ftタンクを UT6A とする》、後からは0を付けて二桁とする《この場合は後出しで12 ftタンクを UT06A とする》）から外れた、極めて稀なケースとなっている。
ちなみに、現在に至るまで「UT06A」での登録形式は存在していない。なお参考までに、危険物となる「末尾記号がC」記号を付した形式では、「UT6C = 12 ft級」及び「UT06C = 20 ft級」として登録されている。

## 番台毎の概要

### 0番台
1 - 4　※20 ft級。
日本石油輸送所有（旭硝子借受）。臭化リチウム水溶液専用。

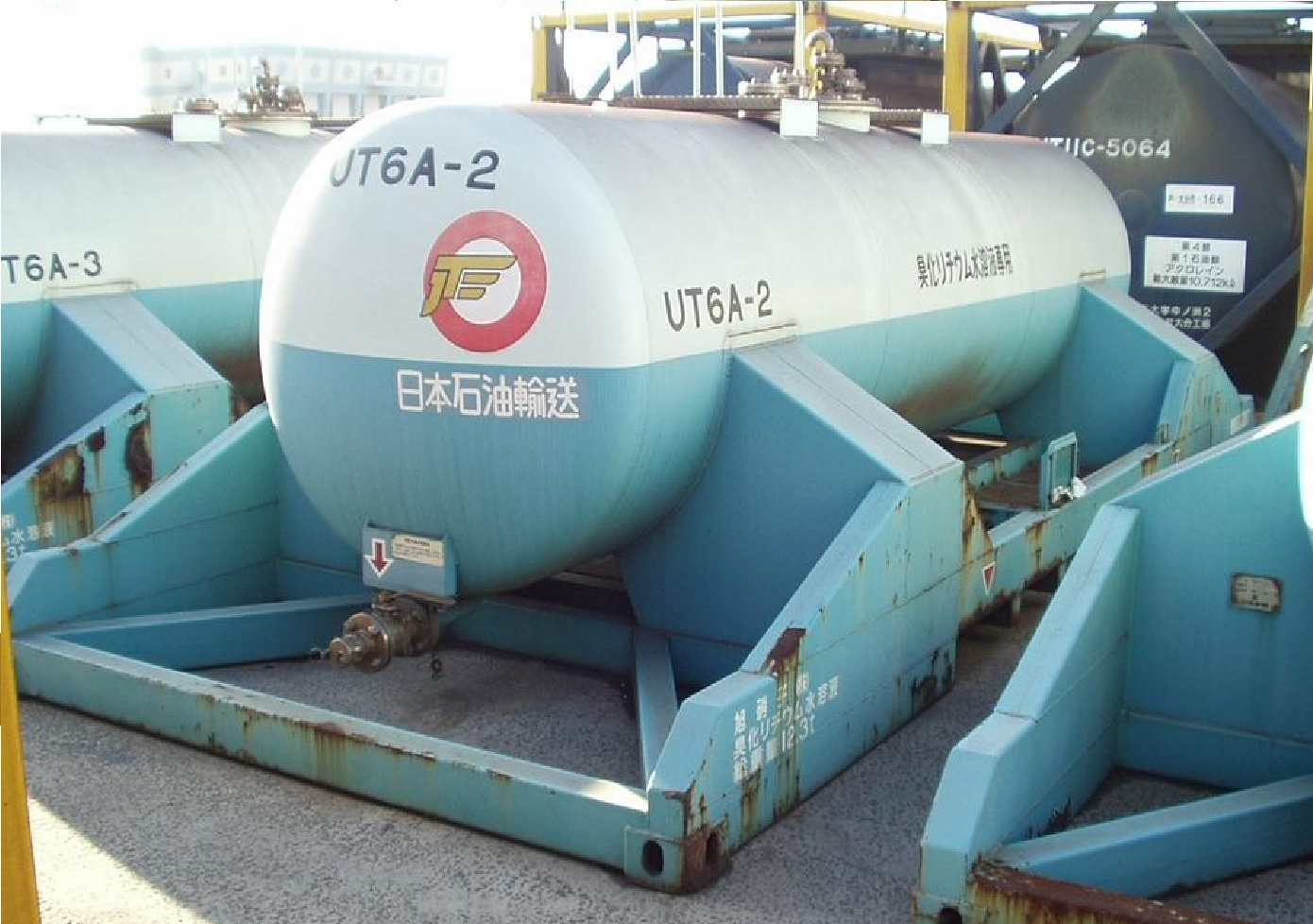
愛知県東海市にて、2005年1月撮影。

6-8　※12 ft級。
日本グリース株式会社所有。グリス専用

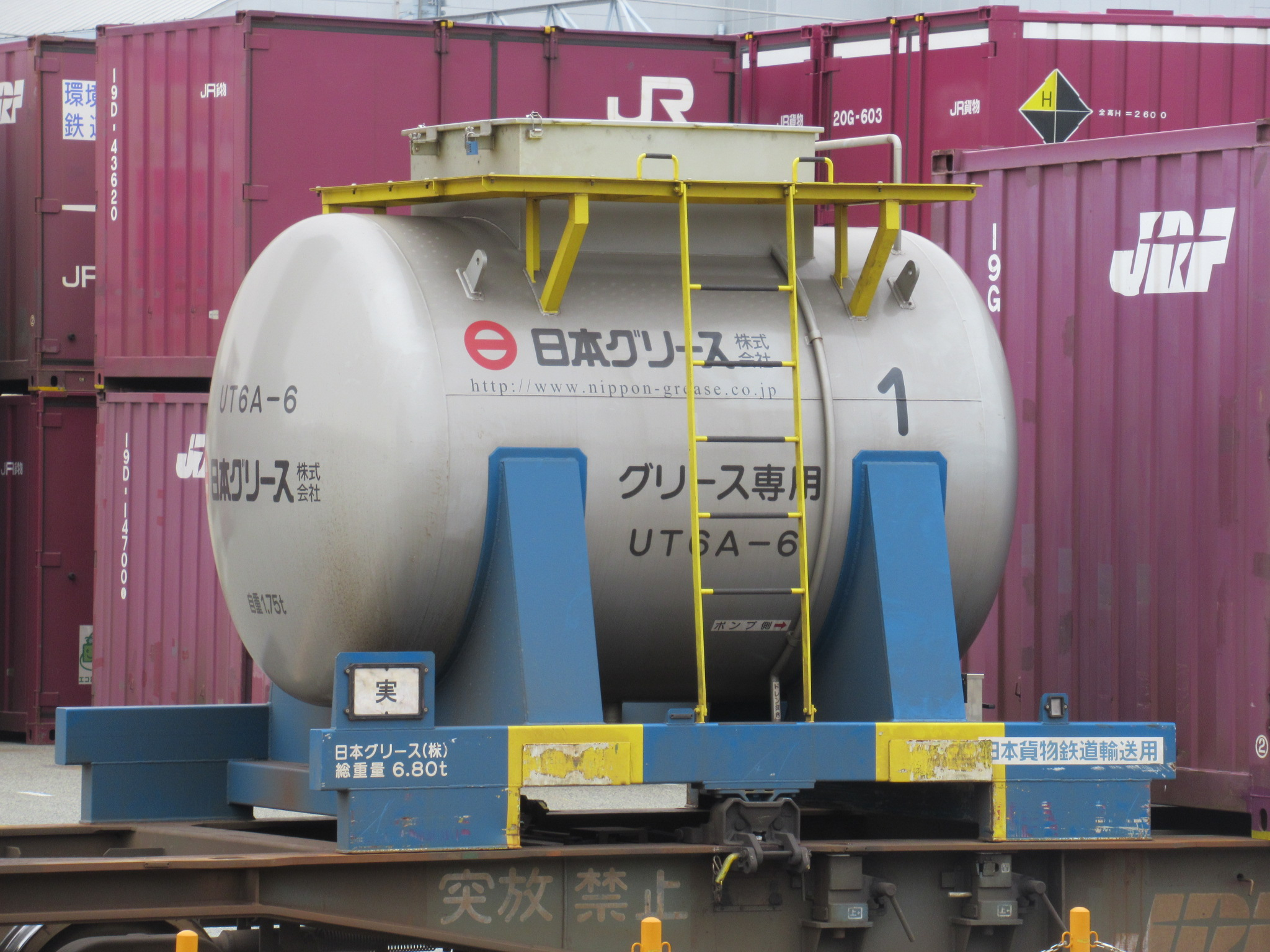
神戸(タ)にて、2019年2月3日撮影。